# Jean-Charles Ellermann-Kingombe
Jean-Charles Ellermann-Kingombe R. (født 28. december 1970) er en dansk diplomat og embedsmand. Han har siden 2024 været vicegeneralsekretær i NATO med ansvar for innovation, hybride trusler og cyber. Han er forhenværende departementsråd for Udenrigs- og Sikkerhedspolitik i Statsministeriet.
Ellermann-Kingombe er karrierediplomat med en lang tjeneste i det danske udenrigsministerium. Han har været Danmarks ambassadør i Afghanistan (2016-2017), og før det var han Kontorchef i Direktions- og Kommunikationssekretariatet, en stabschef for udenrigsministeren (2013-2016). Han var presserådgiver for udenrigsministeren og europaministeren (2010-2013) under Lene Espersen og senere Villy Søvndal og har desuden været souschef i forskellige afdelinger i Udenrigsministeriet. Fra 2001 til 2007 var han udstationeret i Bruxelles, først som pressesekretær under det danske EU-formandskab i 2002 og derefter som talsmand og kabinetsmedlem for de danske EU-kommissærer Poul Nielson (udviklingsbistand) og senere Mariann Fischer Boel (landbrug).

## Tidlige liv og uddannelse
Jean-Charles Ellermann-Kingombe blev født den 28. december 1970 i København, Danmark. Han voksede op i Danmark med en dansk mor og en far fra det tidligere Zaire - nu Den Demokratiske Republik Congo. Han gik i fransk skole som barn og bliver beskrevet som "frankofon".
I 1996 opnåede Ellermann-Kingombe en Master of Science i International Business (Cand.merc.IB.) fra Copenhagen Business School (CBS). I 1995, under sin kandidatuddannelse, havde han studieophold i paris, hvor han læste semesterfag i international Marketing and finans ved HEC Paris, Frankrig.

## Karriere

### Tidlige karriere
Efter sine studier i Paris fik Ellermann-Kingombe efterfølgende en praktikplads i Bruxelles i den daværende EU-miljøkommissær Ritt Bjerregaards kabinet. Her rådede kabinetschef Laurs Nørlund Ellermann-Kingombe til at vælge udenrigstjenesten, da han ellers havde forestillet sig en karriere i det private erhvervsliv.
Ellermann-Kingombe startede sin diplomatiske karriere som fuldmægtig i Udenrigsministeriet i 1996. Han blev hurtigt udstationeret på den danske ambassade i Mozambique, hvor han fungerede som ambassadesekretær med ansvar for miljøstøtte.
I 2001 blev han tilbagekaldt fra Maputo og udstationeret i Bruxelles som forberedelse til det danske EU-formandskab i 2002. Her blev Ellermann-Kingombe udpeget som pressesekretær og talsmand med ansvar for COREPER I-relaterede emner. Fra 2003 var han talsmand i kabinettet for Poul Nielson, EU-kommissær for internationalt samarbejde og udvikling, med ansvar for forholdet til de danske medier og kontakten til Europa-Parlamentet. Efter Europa-Parlamentsvalget i 2004, blev Nielsen afløst som dansk kommissær, og Mariann Fischer Boel blev udpeget. Ellermann-Kingombe fortsatte med at fungere som medlem af hendes kabinet, og hun blev EU-kommissær for landbrug.
Ellermann-Kingombe blev hjemkaldt til København i 2007, som souschef i kontoret for europæiske anliggender i Udenrigsministeriet, før han i 2010 blev vicedirektør for strategi og politisk planlægning. Denne stilling bestred han dog kun kortvarigt, da han i november samme år blev udnævnt til presserådgiver for udenrigsministeren og europaministeren (2010-2013) under Lene Espersen og senere Villy Søvndal. Mellem 2013 og 2016 var han kontorchef i udenrigsministeriets direktions- og kommunikationssekretariatet, en stilling, der svarer til en stabschefsfunktion for udenrigsministeren, under ministrene Holger K. Nielsen, Martin Lidegaard og Kristian Jensen.

### Afghanistan
I 2016 antog Ellermann-Kingombe sin første ambassadørudnævnelse og blev Danmarks ambassadør i Afghanistan. I hans tid som ambassadør var danske militærstyrker til stede i Afghanistan som led i NATO's Resolute Support Mission, og Ellermann-Kingombe besøgte og inspicerede styrkerne ved flere lejligheder.
Han blev hjemkaldt fra Kabul i 2017, og erstattet af Jakob Brix Tange. Efter sin embedsperiode i Afghanistan havde Ellermann-Kingombe et kort sidespring og tilbragte nogle år som projektleder hos konsulentfirmaet Struensee & co.

### Statsministeriet
I 2019 blev han udnævnt til Departementsråd for Udenrigs- og Sikkerhedspolitik i Statsministeriet. Han fungerede kortvarigt under statsminister Lars Løkke Rasmussen, inden Folketingsvalget i 2019 fortrængte Rasmussens flertal, hvorefter han har siddet under den nuværende statsminister Mette Frederiksen. I denne stilling leder Ellermann-Kingombe departementets udenrigs- og sikkerhedspolitiske afdeling, med ansvar for udenrigsanliggender, sikkerhedspolitik, national sikkerhed, internationale økonomiske anliggender som dem inden for EU, globale sikkerhedsanliggender, nordisk samarbejde og spørgsmål vedrørende sikkerhed og forsvar, herunder NATO.
Som statsministerens øverste sikkerheds- og diplomatiske rådgiver, tjener Ellermann-Kingombe en rolle, der svarer til USA's nationale sikkerhedsrådgiver. Han fungerer også som statsminister Mette Frederiksens politiske "sherpa" under internationale topmøder og arrangementer.
Ellermann-Kingombe er i sin rolle blevet beskrevet som Frederiksens 'topdiplomat' og 'nærmeste rådgiver'. Han har opretholdt en regelmæssig dialog med USA's nationale sikkerhedsrådgiver Jake Sullivan og med europæiske sikkerhedspolitiske aktører. I 2023 var København vært for et uofficielt topmøde af højtstående embedsmænd om Ukraine og fredsbestræbelser, hvor topdiplomater fra USA, Ukraine og en række ikke-vestlige lande deltog, og som repræsentant for værtsnationen overså Ellermann-Kingombe meget af planlægningen. Han var til stede ved det lukkede møde i Det Hvide Hus under statsminister Mette Frederiksens møde med præsident Joe Biden i foråret 2022.
I 2022 blev han nævnt som en af kandidaterne til at afløse Lars Lose, som departementschef i Udenrigsministeriet.

### Frankrig
I ambassadørrokaden i 2024 blev Ellermann-Kingombe oprindeligt udnævnt til Danmarks ambassadør i Frankrig, som afløser for Michael Starbæk Christensen. Han skulle tiltræde denne stilling den 15. august 2024,  og udnævnelsen af Ellermann-Kingombe blev set som en reaktion på Paris' voksende strategiske betydning i europæisk politik efter Brexit, hvor hans omfattende diplomatiske baggrund og tætte bånd til præsident Macrons politiske kreds af iagttagere blev opfattet som en fremhævelse af Danmarks øgede fokus på fransk-danske relationer.
I starten af august 2024 oplyste Udenrigsministeriet imidlertid, at Ellermann-Kingombe i stedet er blevet udnævnt til NATOs assisterende generalsekretær for innovation, hybride trusler og cyberkrig, som efterfølger for den hollandske David van Weel.

## Familie
Han er gift med Henriette Ellermann-Kingombe, hofdame og privatsekretær for HM Dronning Mary.